# Santiago Trigos
Santiago Trigos Nava (Ciudad de México, México, 22 de enero de 2002) es un futbolista mexicano. Juega de mediocampista defensivo y su equipo actual es el Club Universidad Nacional de la Primera División de México.

## Trayectoria

### Club Universidad Nacional

#### Comienzos
Su primer partido, a nivel profesional, lo jugó con el equipo filial de los Pumas de la UNAM el martes 17 de agosto de 2021 ante los Mineros de Zacatecas. El encuentro finalizó con derrota de 1 a 2 de los felinos.

#### Primer equipo
El 20 de febrero de 2022 hizo su presentación en Primera División en el empate sin goles contra el Atlas, duelo correspondiente a la sexta jornada del Clausura 2022.
Tres días después disputó su primer juego en un torneo internacional, durante la victoria 4-1 de los universitarios sobre el Deportivo Saprissa en la Liga de Campeones de la Concacaf.